# 北海道知事公館
北海道知事公館（ほっかいどうちじこうかん）は、北海道札幌市中央区北1条西16丁目1-3に所在する北海道知事の宿舎。建物は国の登録有形文化財として登録されている。

## 概要
一般に公開されている庭園内は緩やかな起伏に富み、水路が走っている。これはおそらく、札幌扇状地の原地形面がほぼそのままの形で保存されたものだと思われる。古地図によれば、かつて敷地内には2つほどのメム（湧き水）があり、その水は小川となって北に流れ出していた。都市開発の影響でメムは枯渇したが、庭園では人工的に水を流すことで往時の流路が再現されている。

## 歴史
- 1875年（明治8年） - 開拓大判官松本十郎が、酒田県から呼び寄せた旧鶴岡藩の士族156名に開拓を命じ、桑園地区の基礎を作る[1]。
- 1892年（明治25年） - このころ分譲された桑園の一部を森源三が購入し、邸宅を建てる[1]。
- 1915年（大正4年） - 森邸とその敷地を三井合名会社が購入し、三井別邸として来客の応接に供する[1]。
- 1936年（昭和11年）12月 - 旧・森邸の隣に三井別邸新館が建設される[1]。
- 1945年（昭和20年） - 敗戦に伴い、アメリカ軍に接収される[1]。
- 1952年（昭和27年） - 札幌市の所有となる[1]。
- 1953年（昭和28年） - 北海道の所有となる。旧館が取り壊される[1]。
- 1972年（昭和47年）3月 - 北海道自然保護条例によって、敷地のうち27700平方メートルが「環境緑地保護地区」に指定される[1]。
- 1982年（昭和57年）9月 - 構内北側のうち12827平方メートルが公開区となる[1]。
- 1983年（昭和58年）3月 - 構内北側に北海道立三岸好太郎美術館が開館する[1]。
- 1988年（昭和63年）11月 - 建物がさっぽろ・ふるさと文化百選No.017に選定される[1]。
- 1999年（平成11年）10月 - 建物が文化財保護法に基づく登録有形文化財となる[1]。

## 北海道知事公邸
北海道知事公館の東側に併設して北海道知事公邸（北海道札幌市中央区北1条西15丁目）があったが、老朽化のため、鈴木直道知事が2019年に現行施設の廃止を表明し、現在は居住していない。
知事公邸は1980年に完成した建物で鉄筋コンクリート造2階建て。敷地面積5万6千平方メートル。
道の有識者研究会では跡地に北海道立近代美術館を移転させることが提案されており、北海道知事公邸跡地に新知事公邸と新美術館を一体的に整備する案、知事公邸と北側の道幹部ら向けの宿舎の区域に美術館を移転する案、現美術館の跡地に複合施設を設けて一部を新公邸とする案などが出されている。

## ギャラリー

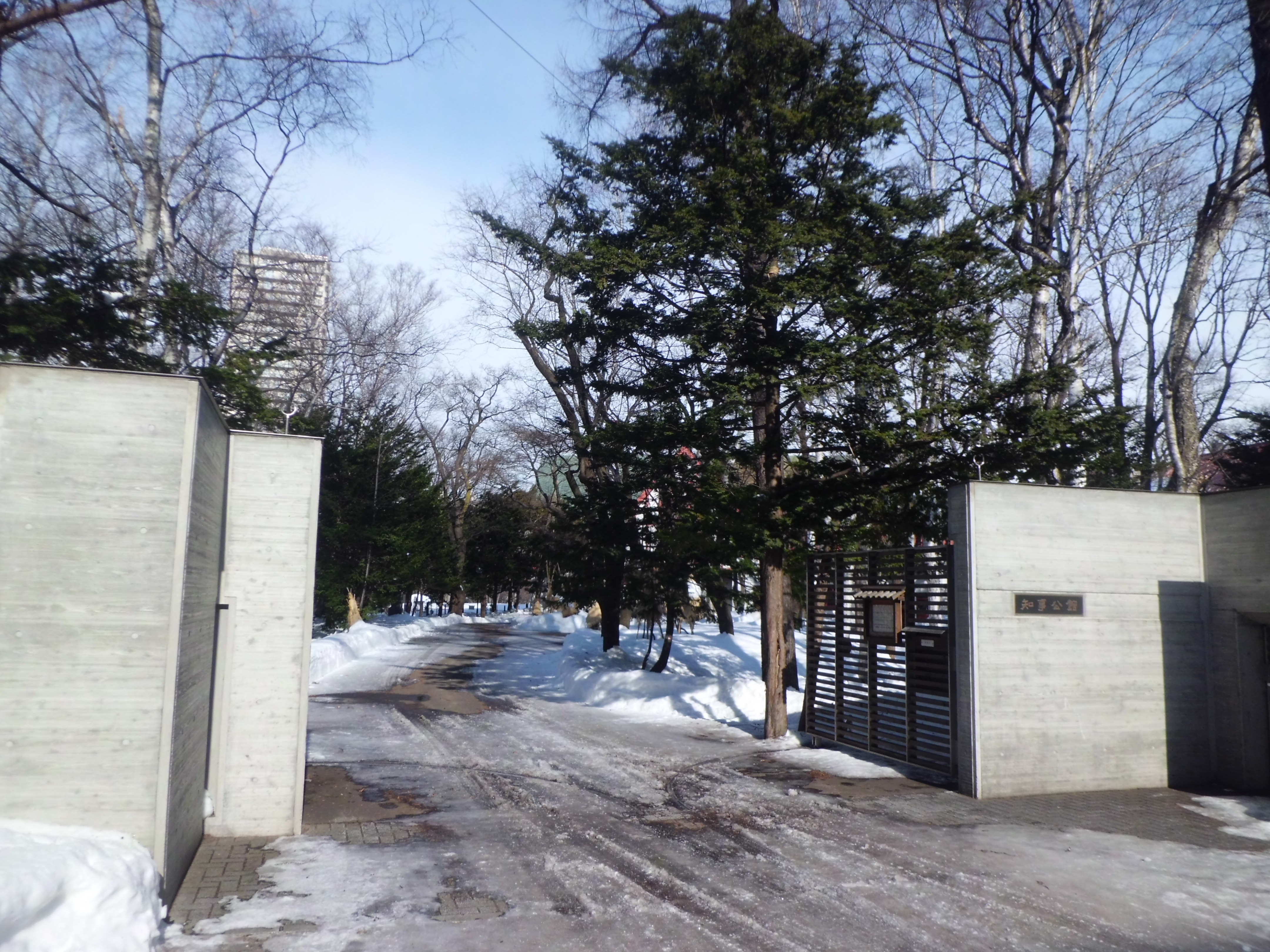
入口
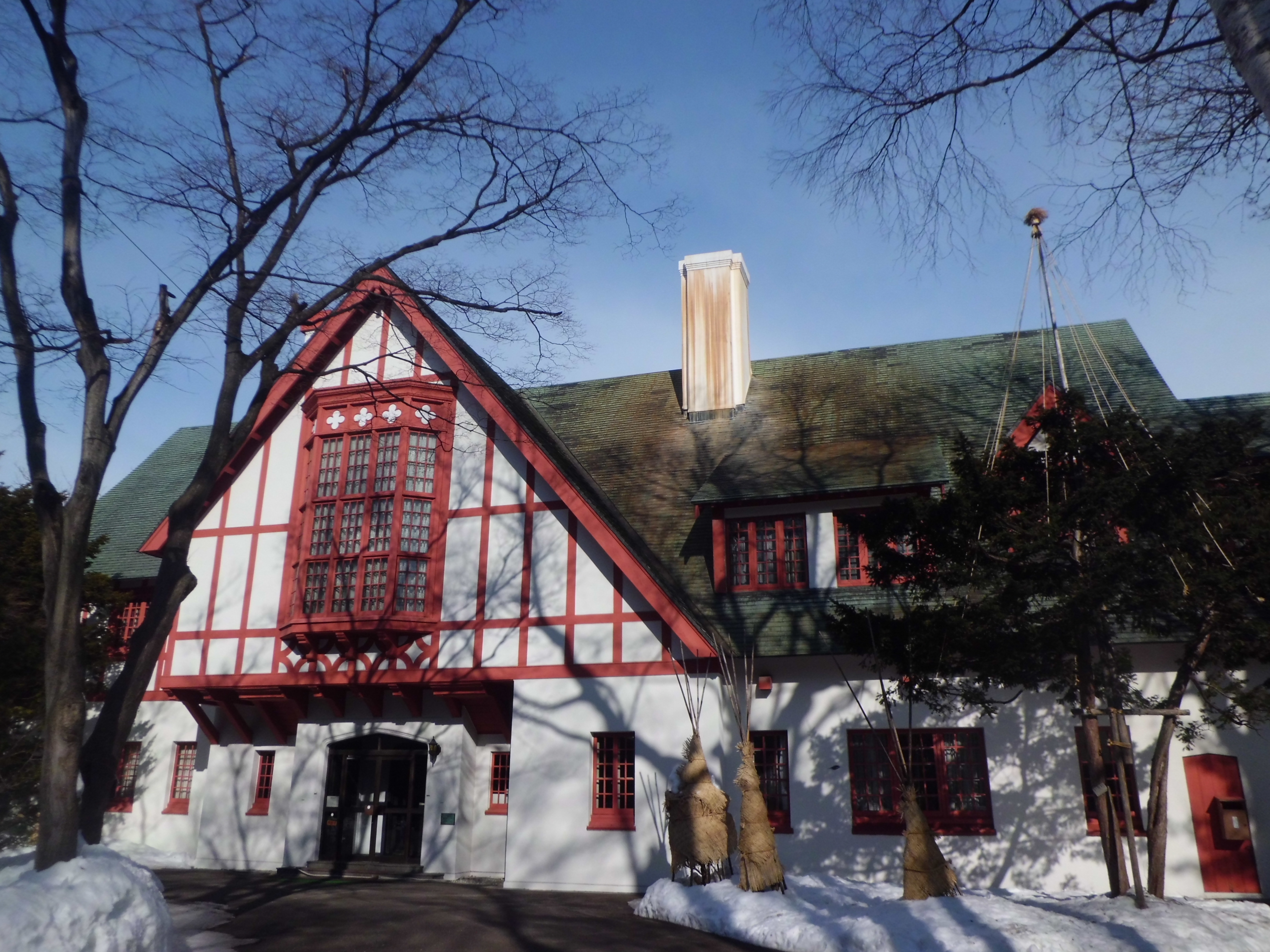
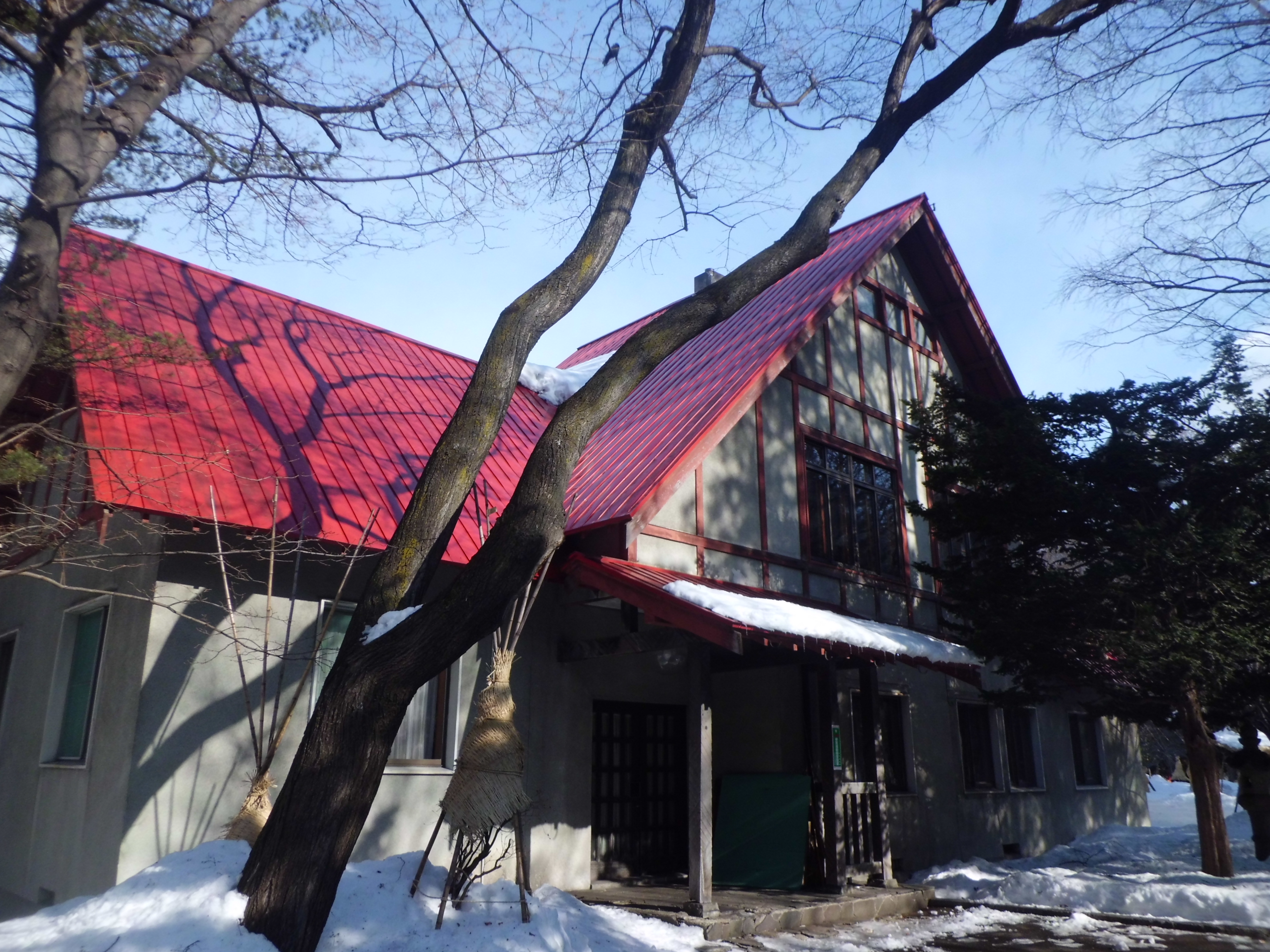
村橋久成の胸像「残響」
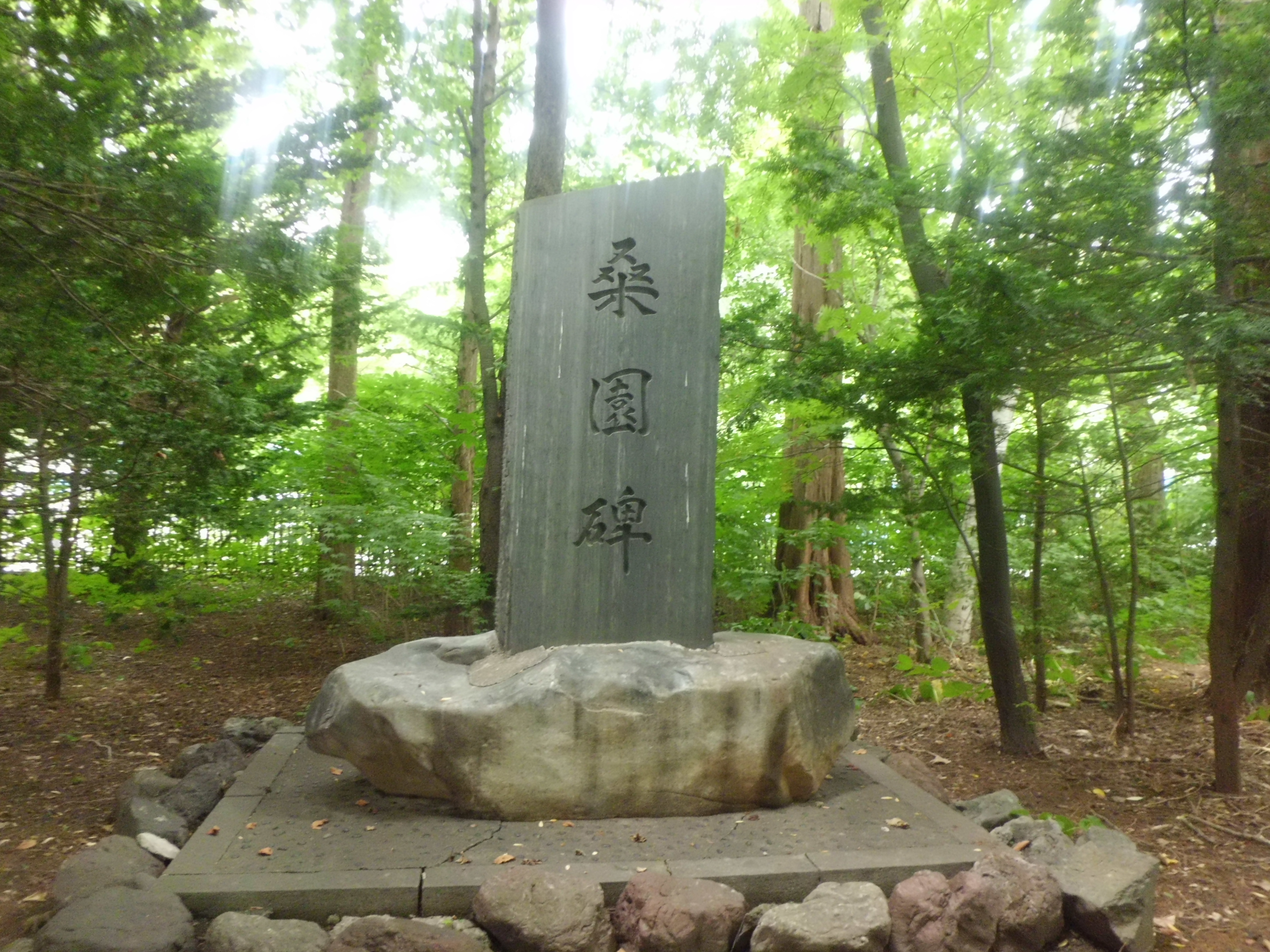
桑園碑
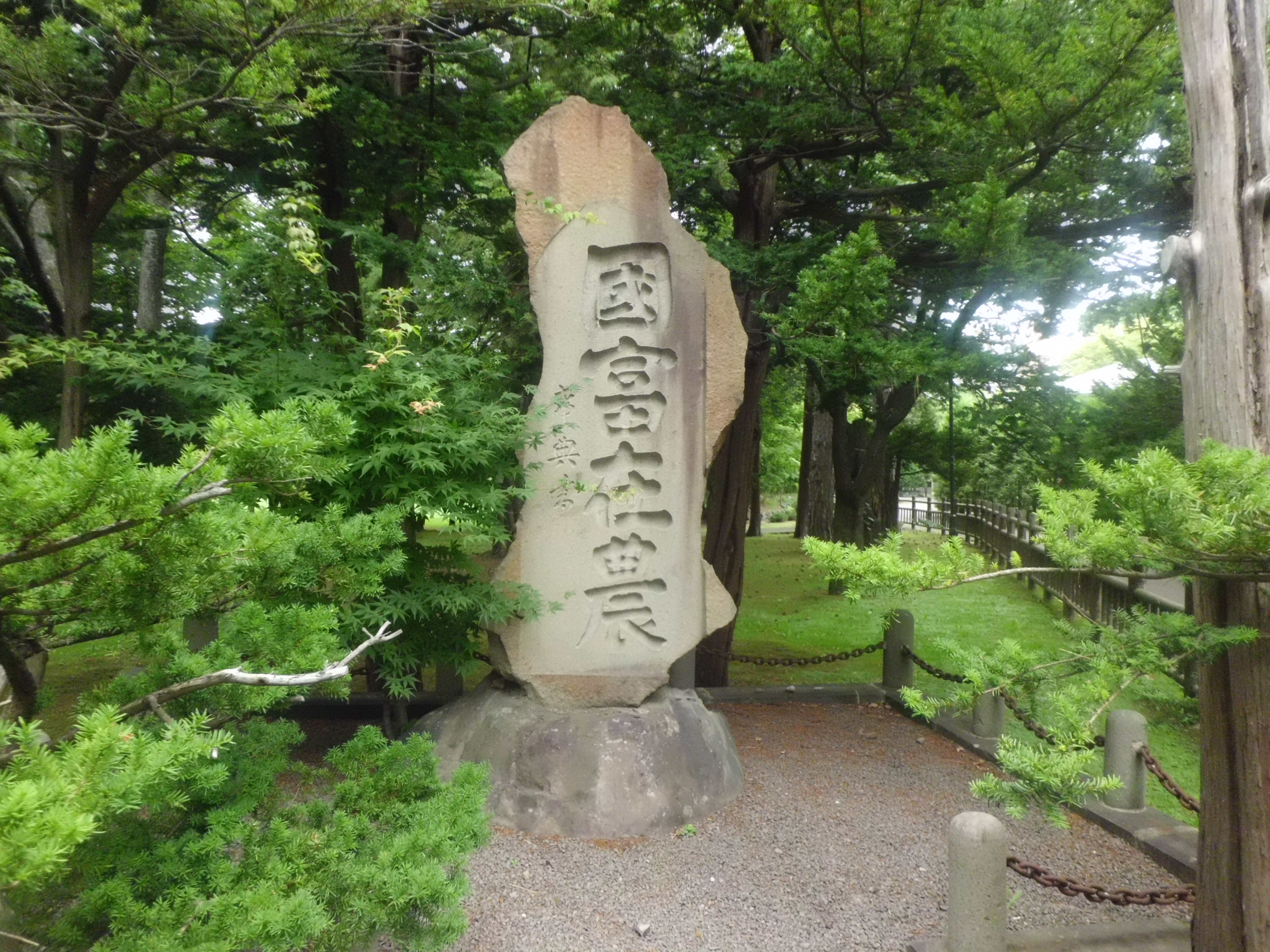
「国富在農」碑